# جیم تیلور (نویسنده)
جیم تیلور (انگلیسی: Jim Taylor؛ زادهٔ ۱۹۶۳ (۶۱–۶۲ سال)) فیلم‌نامه‌نویس، تهیه‌کننده و کارگردان اهل ایالات متحده آمریکا است.

## گزیده فیلمشناسی
- انتخابات (فیلم ۱۹۹۹) (۱۹۹۹)
- پارک ژوراسیک ۳ (۲۰۰۱)
- درباره اشمیت (۲۰۰۲)
- راه‌های فرعی (فیلم) (۲۰۰۴)
- اکنون شما را چاک و لری اعلام می‌کنم (۲۰۰۷)
- سدار راپیدز (فیلم) (۲۰۱۱)
- زادگان (۲۰۱۱)